# Luis Gómez Hortigüela
Luis Gómez Hortigüela (Burgos, 15 d'abril de 1910 - Madrid, 25 de maig de 1979) fou un militar espanyol capità general de la III Regió Militar en els darrers anys del franquisme. Va morir en un atemptat d'ETA militar a Madrid el 25 de maig de 1979 amb els coronels Agustín Laso Corral i Jesús Ábalos Giménez, i el conductor Luis Gómez Borrero.

## Carrera
En 1925 ingressà a l'Acadèmia General Militar, en la qual el 1928 va assolir el grau d'alferes i el 1930 fou ascendit a tinent. El cop d'estat del 18 de juliol de 1936 el va sorprendre a Melilla i va unir-se als colpistes. En 1937 fou ascendit a capità i va participar en la batalla de Terol, acció per la qual va rebre la Medalla Militar Individual. En 1943 fou ascendit a comandant per mèrits de guerra i fou nomenat ajudant de camp del general Mohammed ben Mizzian. En 1951 ascendí a tinent coronel i nomenat cap del Regiment d'Infanteria "Saboya" n. 6 i de la Brigada d'Infanteria Mecanitzada XXXI. En 1964 va ascendir a general de brigada i fou nomenat governador militar de Santander i de Castelló de la Plana. En 1967 fou ascendit a general de divisió i nomenat subinspector general de tropes i serveis de la V Regió Militar, cap de la Divisió Maestrazgo i governador militar de Saragossa. En 1971 fou ascendit a tinent general i nomenat capità general de la III Regió Militar amb seu a València. Va ocupar el càrrec fins al 15 d'abril de 1976, quan va passar a la reserva. En 1977 fou nomenat Cap Superior de Personal de l'Exèrcit, càrrec que ocupava en el moment del seu assassinat. Presidia una comissió que va elaborar una proposta de normes d'escales de comandament i règim d'ascens a l'Exèrcit.

## Assassinat
A les 9:00 hores del 25 de maig de 1979 el tinent general i els coronels Agustín Laso Corral i Jesús Ábalos Giménez sortien de la residència militar en un vehicle SEAT 1430 en direcció a la Caserna General de l'Exèrcit (Madrid). A les 9:15 al carrer Corazón de María cantonada amb el carrer Clara del Rey, foren atacats per quatre membres del comando Argala, liderat per Henri Parot, que metrallaren el vehicle i després els llençaren una granada. Els tres militars moriren en l'acte, mentre que el conductor restà malferit i va morir poc després a l'Hospital La Paz.